# ジェームズ・キース

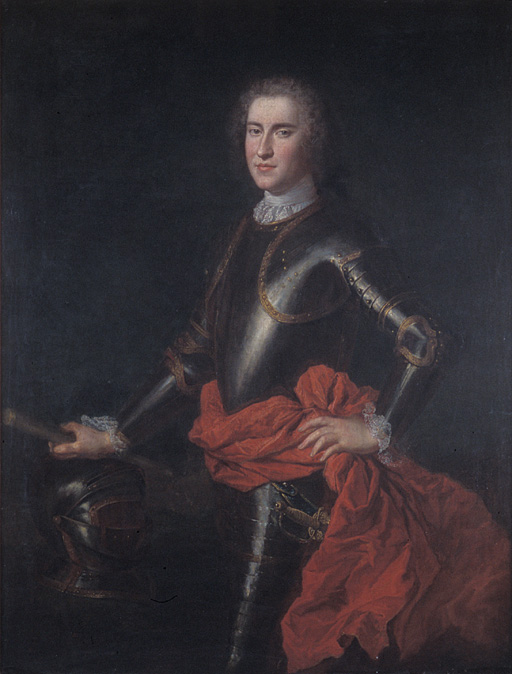
1724年のジェームズ・キース

ジェームズ・フランシス・エドワード・キース（英：James Francis Edward Keith, 1696年6月11日、ピーターヘッド - 1758年10月14日、ホッホキルヒ）は、プロイセン王国の元帥で、スコットランド出身の軍人。ドイツ語でヤーコプ・フォン・カイト（Jakob von Keith）とも呼ばれる。七年戦争の間、フリードリヒ2世（大王）から厚く信頼された将軍の一人である。

## 生涯
1696年、第9代マーシャル伯ウィリアム・キース（1665年 - 1712年）と第4代パース伯ジェームズ・ドラモンドの娘マリー・ドラモンド（1675年 - 1729年）の次男として、スコットランドのピーターヘッドにあるインヴェルジー城（Inverugie Castle）で生まれた。名は元イングランド・スコットランド王ジェームズ2世と2番目の妻であるメアリー・オブ・モデナの息子で「大僭称者」ことジェームズ・フランシス・エドワード・ステュアートにちなんで付けられている。
伝統的にステュアート朝と密接な関わりを持ち、ジェームズと兄のジョージは1715年と1719年にスコットランドで勃発したジャコバイトの反乱に加わり、敗れた後に全ての称号と財産を失い、スコットランドを去らねばならなかった。
その後、キースはパリとマドリードで貧困と無名の日々を過ごしていたが、スペイン軍で大佐の階級を得てジブラルタル攻囲戦に参加したと言われる。自身のプロテスタントとしての信仰が昇進を阻んでいることが分かると、彼は国王フェリペ5世からロシア皇帝ピョートル2世に推薦され、1728年から1747年までミュンニヒ将軍、そしてアイルランド人であり、同じくジャコバイトとして故郷を追われたピーター・レイシ将軍に仕えた。
彼は数多の戦役で自身の本領である沈着、賢明さと用心深さを伴う武勇を発揮し、ロシア軍でも抜群に有能な将軍にして優れた、寛容な民政官として名声を博した。例えば1735年から1739年のオーストリア・ロシア・トルコ戦争ではオチャーコフ要塞の攻略戦で戦功を挙げ、負傷している。またロシア・スウェーデン戦争ではヴィルマンシュトラント（Wilmanstrand）の戦いでラシー将軍に従いスウェーデン軍を退け、短期間フィンランド王国の事実上の支配者となる。最終的にはウクライナの総督となった。その間に、生涯にわたって愛情を捧げることになる妻エーファ・メルテンと巡り合っている。彼女は捕虜であった。
キースは女帝アンナ・イヴァノヴナの寵愛を得て何度も表彰され歩兵大将に任ぜられた。しかし女帝の薨去した1740年以後運命は暗転、後を継いだ女帝エリザヴェータの追及と副宰相ベストゥージェフの陰謀から逃れるため、彼は自ら願い出て1747年7月に辞職を認められた。辞任後すぐにロシアを去ると、プロイセン王国の国王フリードリヒ2世に仕官の許しを願い出た。フリードリヒ2世は高い教養を備え経験豊富なキースを歓迎し、1747年9月18日に元帥に任じた。また1749年にはベルリン総督となり、兄のジョージと共にフリードリヒ2世から強い信頼を得る。
1756年、七年戦争が勃発するとキースはすぐに上級指揮権を託され、ロシア帝国で博した名声に加え、折に触れてその注意深さと才能だけでなく、決断力と機敏な行動を見せつける。ピルナ包囲戦・ロボジッツの戦いで活躍、1757年にはプラハの戦いにおいてプロイセン軍の一部を率い、敵軍の包囲に成功する。その後、優勢な敵勢からライプツィヒの町を守り切りロスバッハの戦いにも参加、フリードリヒ2世がロイテンの戦いで戦っている間にボヘミアの略奪を指揮している。

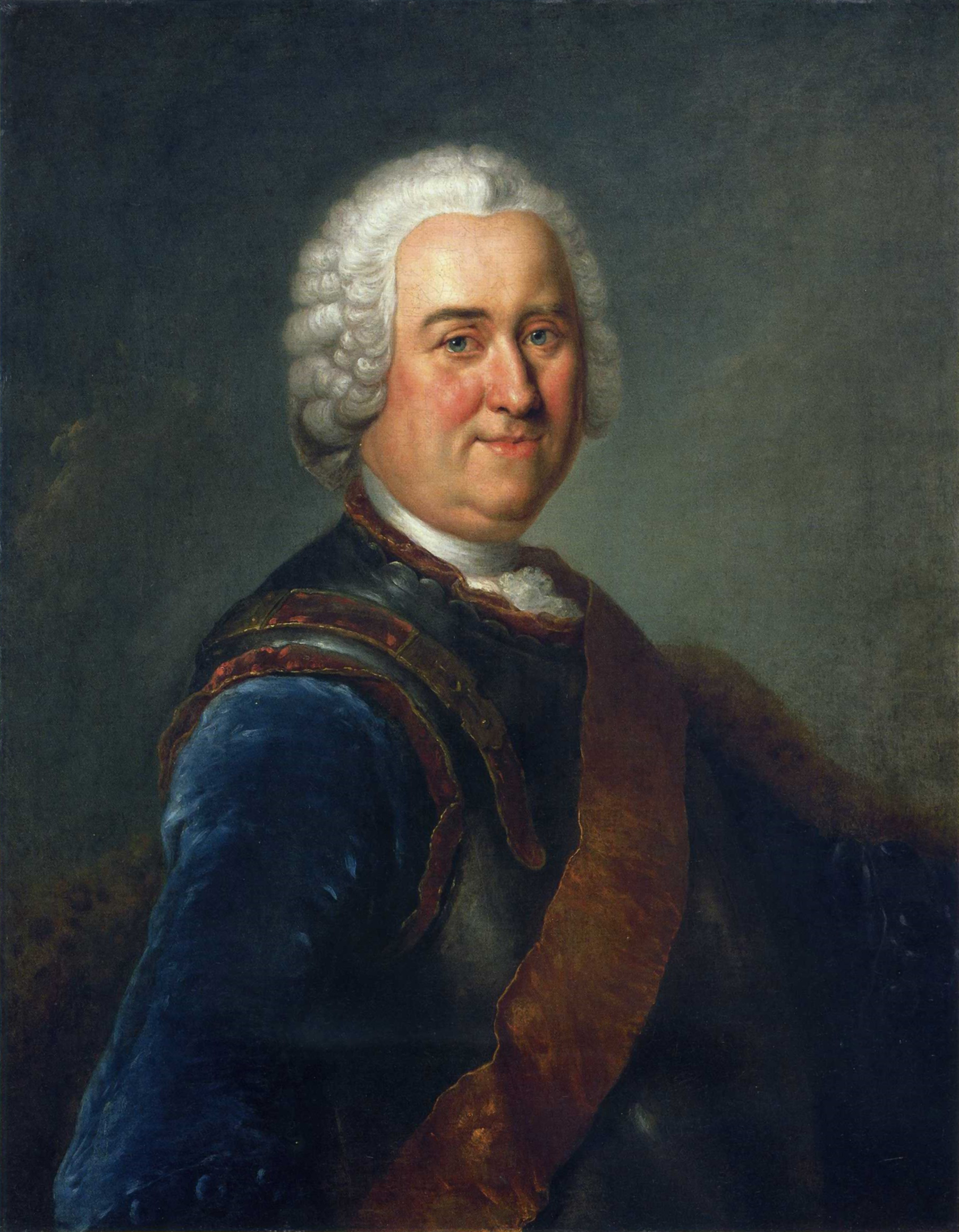
アントワーヌ・ペーヌ画、ジェームズ・キースの肖像画、1755年頃。

1758年になると、健康を害していた彼は失敗を重ね、不成功に終わったモラヴィアへの侵攻の後、ひとまず指揮権を返上するも同年秋に復帰、アンハルト＝デッサウ侯子モーリッツや他の将軍たちと共に10月半ば、用兵上とても危険なホッホキルヒに布陣しようとする国王を思い止まらせようと努力したものの無駄に終わり、オーストリア軍が来襲し10月14日にホッホキルヒの戦いが生起すると夜に傷を負って戦死した。
ひとまずホッホキルヒに埋葬されたキースは半年後、ベルリン衛戍教会の霊廟に改葬された。ホッホキルヒの墓の跡には記念碑がある。そこで1873年、彼の遺体はアドルフ・メンツェルに特定され、写生されている。第二次世界大戦中、守備隊教会が破壊されると1949年、遺体はシュターンスドルフ南西教会の共同墓地、いわゆる衛戍墓地（Garnisonsgrab）へ、他の200体とともに改葬された。
キースの死後、フリードリヒ2世は彼のため、ヴィルヘルム広場に記念碑を立てさせている。またベルリン＝シェーネベルク区のある通りが彼の名を冠する。そこはテオドール・フォンターネの小説『エフィ・ブリースト』に取り上げられ、一定の知名度を得た。

## 関連図書
- Groome, Francis Hindes (1892). "Keith, James Francis Edward" . In Lee, Sidney (ed.). Dictionary of National Biography (英語). Vol. 30. London: Smith, Elder & Co. pp. 324–325.
- Dukes, Paul. "Keith, James Francis Edward [known as Marshal Keith]". Oxford Dictionary of National Biography (英語) (online ed.). Oxford University Press. doi:10.1093/ref:odnb/15267。 (要購読、またはイギリス公立図書館への会員加入。)
- Chisholm, Hugh, ed. (1911). "Keith, Francis Edward James" . Encyclopædia Britannica (英語). Vol. 15 (11th ed.). Cambridge University Press. p. 716.